# Uropeltidae
Famille
Les Uropeltidae sont une famille de serpents.

## Répartition
Les espèces de cette famille se rencontrent dans le sud de l'Inde et au Sri Lanka.

## Liste des genres
Selon The Reptile Database (5 oct. 2011) :
- genre Brachyophidium Wall, 1921
- genre Melanophidium Günther, 1864
- genre Platyplectrurus Günther, 1868
- genre Plectrurus Duméril, 1851
- genre Pseudotyphlops Schlegel, 1839
- genre Rhinophis Hemprich, 1820
- genre Teretrurus Beddome, 1886
- genre Uropeltis Cuvier, 1829

## Publication originale
- Müller, 1832 : Beiträge zur Anatomie und Naturgeschichte der Amphibien in Tiedemann & Treviarnus,1832 : Zeitschrift für Physiologie, Heidelberg, Leipzig, vol. 4, p. 190-275 (texte intégral).